# 매체 (커뮤니케이션)
커뮤니케이션에서 매체 또는 미디어(media)는 의미론적 정보 또는 콘텐츠로 설명되는 포함된 주제를 저장하고 전달하는 데 사용되는 출구 또는 도구이다. 이 용어는 일반적으로 인쇄 매체(출판), 뉴스 미디어, 사진, 영화, 방송(라디오 및 텔레비전), 디지털 미디어, 광고 등 대중 매체 커뮤니케이션 산업의 구성 요소를 의미한다. 이러한 다양한 채널 각각에는 콘텐츠를 성공적으로 전송하기 위해 구체적이고 미디어에 적합한 접근 방식이 필요하다.
페르시아 제국과 로마 제국을 포함하여 우편과 같은 장거리 통신 시스템을 가능하게 하는 초기 글쓰기 및 종이의 발전은 초기 형태의 미디어로 해석될 수 있다. 하워드 라인골드(Howard Rheingold)와 같은 작가들은 라스코 동굴 벽화 및 초기 문자와 같은 초기 형태의 인간 의사소통을 초기 형태의 미디어로 구성했다. 미디어 역사의 또 다른 틀은 쇼베 동굴의 그림에서 시작하여 단거리 음성을 넘어 인간 의사소통을 전달하는 다른 방법(봉수 (통신), 흔적 표시, 조각)으로 계속된다.
현대에 적용할 때 미디어가 커뮤니케이션 채널과 관련된다는 용어는 캐나다의 커뮤니케이션 이론가인 마셜 매클루언이 처음으로 사용했는데, 그는 카운터블라스트(Counterblast, 1954)에서 다음과 같이 말했다. "미디어는 장난감이 아니다. 마더 구스와 피터의 손에 있어서는 안 된다. 팬 임원들은 예술이기 때문에 신인에게만 맡길 수 있다." 1960년대 중반까지 이 용어는 북미와 영국에서 일반 용도로 확산되었다. H. L. 멘켄에 따르면, 매스 미디어라는 표현은 미국에서 1923년부터 사용되었다.
매체라는 용어는 "신문, 라디오 또는 텔레비전과 같이 사회에서 일반적인 의사소통, 정보 또는 오락의 수단 또는 채널 중 하나"로 정의된다.

## 같이 보기
- 미디어 프랜차이즈
- 여론조작
- 미디어 심리학
- 기자회견
- 미디어 리터러시